# Brad Gooch

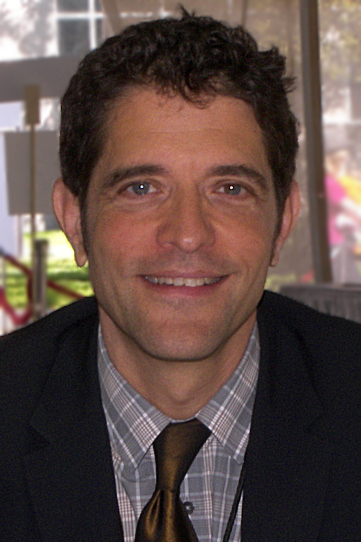
Brad Gooch (2009)

Brad Gooch (* 1952) ist ein US-amerikanischer Autor.

## Leben
Seine Kindheit verbrachte Gooch in Kingston, Pennsylvania. 1971 zog er nach New York City. Er studierte an der Columbia University in New York City, wo er 1973 seinen Bachelor und 1986 seinen Doktor erreichte. Gooch ist als Hochschullehrer an der William Paterson University in New Jersey tätig.
Als Schriftsteller veröffentlichte Gooch mehrere Bücher. In seinen 2015 veröffentlichten Memoiren Smash Cut schreibt Gooch über seine Anfangsjahre in New York City, wo er als Model arbeitete und gemeinsam mit seinem damaligen Freund, dem Filmregisseur Howard Brookner, im Chelsea Hotel wohnte; er berichtet in diesem Buch über den Anfang der AIDS-Krise in New York City in den frühen 1980er Jahren. Gooch ist mit dem US-Amerikaner Paul Raushenbush verheiratet und hat zwei Kinder.

## Werke (Auswahl)

### Bücher
- The Daily News (1977), Poesie
- Jailbait and Other Stories (1984)
- Hall And Oates (1985) Biographie
- Billy Idol (1986) Biographie
- Scary Kisses (1990) Roman
- City Poet: The Life and Times of Frank O'Hara (1993), Biographie
- The Golden Age of Promiscuity (1996), Roman
- Finding the Boyfriend Within (1999), Selbsthilfebuch
- Zombie 00 (2000) Roman
- Godtalk (2002) spirituelles Selbsthilfebuch
- Dating the Greek Gods: Empowering Spiritual Messages on Sex and Love, Creativity and Wisdom (2003), spirituelles Selbsthilfebuch
- Flannery : A Life of Flannery O'Connor (2009), Biograpie
- Smash Cut: A Memoir of Howard & Art & the '70s & the '80s (2015), Memoiren
- Rumi's Secret: The Life of the Sufi Poet of Love (2017), Biographie

### Essays, Reportagen und weitere Beiträge
- Essay, in: Boys Like Us: Gay Writers Tell Their Coming Out Stories, Patrick Merla (Hrsg.), Avon Books, 1996

### Kritische Studien und Reviews
- Joseph O’Neill (Juni 2009), „Touched by evil“, The Atlantic, 303 (5): 88–96. Review of Flannery